# Список сезонов НФЛ
Список сезонов Национальной футбольной лиги — список, в хронологическом порядке, начиная с 1920 года и до настоящего времени. В данном списке также указаны десять сезонов Американской футбольной лиги (до её объединения с НФЛ) с 1960 по 1969 год.

## Сезоны НФЛ
| 1920-е: | 1920-е: | 1920-е:                           | 1920-е:                                             | 1920-е:           | 1920-е:                     |                   |
| #       | год     | период                            | название лиги                                       | количество команд | чемпион                     |                   |
| ------- | ------- | --------------------------------- | --------------------------------------------------- | ----------------- | --------------------------- | ----------------- |
| 1       | 1920    | 20 августа — 19 декабря 1920      | Американская профессиональная футбольная ассоциация | 14                | Акрон Прос                  |                   |
| 2       | 1921    | 25 сентября — 18 декабря 1921     | Американская профессиональная футбольная ассоциация | 21                | Чикаго Стэйлиз              |                   |
| 3       | 1922    | 1 октября — 10 декабря 1922       | Национальная футбольная лига                        | 18                | Кантон Бульдогс             |                   |
| 4       | 1923    | 30 сентября — 16 декабря 1923     | Национальная футбольная лига                        | 20                | Кантон Бульдогс             |                   |
| 5       | 1924    | 24 сентября — 30 ноября 1924      | Национальная футбольная лига                        | 18                | Кливленд Бульдогс           |                   |
| 6       | 1925    | 20 сентября — 20 декабря 1925     | Национальная футбольная лига                        | 20                | Чикаго Кардиналс            |                   |
| 7       | 1926    | 19 сентября — 19 декабря 1926     | Национальная футбольная лига                        | 22                | Фрэнкфорд Еллоу Джекетс     |                   |
| 8       | 1927    | 19 сентября — 19 декабря 1927     | Национальная футбольная лига                        | 12                | Нью-Йорк Джайентс           |                   |
| 9       | 1928    | 23 сентября — 16 декабря 1928     | Национальная футбольная лига                        | 10                | Провиденс Стим Роллер       |                   |
| 10      | 1929    | 22 сентября — 15 декабря 1929     | Национальная футбольная лига                        | 12                | Грин-Бей Пэкерс             |                   |
| 1930-е: |         |                                   |                                                     |                   |                             |                   |
| #       | год     | период                            | название лиги                                       | количество команд | чемпион                     |                   |
| 11      | 1930    | 14 сентября — 14 декабря 1930     | Национальная футбольная лига                        | 11                | Грин-Бей Пэкерс             |                   |
| 12      | 1931    | 13 сентября — 13 декабря 1931     | Национальная футбольная лига                        | 10                | Грин-Бей Пэкерс             |                   |
| 13      | 1932    | 18 сентября — 11 декабря 1932     | Национальная футбольная лига                        | 8                 | Чикаго Беарз                |                   |
| 14      | 1933    | 17 сентября — 10 декабря 1933     | Национальная футбольная лига                        | 10                | Чикаго Беарз                |                   |
| 15      | 1934    | 9 сентября — 9 декабря 1934       | Национальная футбольная лига                        | 11                | Нью-Йорк Джайентс           |                   |
| 16      | 1935    | 13 сентября — 15 декабря 1935     | Национальная футбольная лига                        | 9                 | Детройт Лайонс              |                   |
| 17      | 1936    | 13 сентября — 13 декабря 1936     | Национальная футбольная лига                        | 9                 | Грин-Бей Пэкерс             |                   |
| 18      | 1937    | 5 сентября — 12 декабря 1937      | Национальная футбольная лига                        | 10                | Вашингтон Редскинз          |                   |
| 19      | 1938    | 9 сентября — 11 декабря 1938      | Национальная футбольная лига                        | 10                | Нью-Йорк Джайентс           |                   |
| 20      | 1939    | 10 сентября — 10 декабря 1939     | Национальная футбольная лига                        | 10                | Грин-Бей Пэкерс             |                   |
| 1940-е: |         |                                   |                                                     |                   |                             |                   |
| #       | год     | период                            | название лиги                                       | количество команд | чемпион                     |                   |
| 21      | 1940    | 8 сентября — 8 декабря 1940       | Национальная футбольная лига                        | 10                | Чикаго Беарз                |                   |
| 22      | 1941    | 7 сентября — 7 декабря 1941       | Национальная футбольная лига                        | 10                | Чикаго Беарз                |                   |
| 23      | 1942    | 13 сентября — 13 декабря 1942     | Национальная футбольная лига                        | 10                | Вашингтон Редскинз          |                   |
| 24      | 1943    | 19 сентября — 19 декабря 1943     | Национальная футбольная лига                        | 8                 | Чикаго Беарз                |                   |
| 25      | 1944    | 17 сентября — 17 декабря 1944     | Национальная футбольная лига                        | 10                | Грин-Бей Пэкерс             |                   |
| 26      | 1945    | 23 сентября — 9 декабря 1945      | Национальная футбольная лига                        | 10                | Кливленд Рэмс               |                   |
| 27      | 1946    | 20 сентября — 8 декабря 1946      | Национальная футбольная лига                        | 10                | Чикаго Беарз                |                   |
| 28      | 1947    | 21 сентября — 14 декабря 1947     | Национальная футбольная лига                        | 10                | Чикаго Кардиналс            |                   |
| 29      | 1948    | 17 сентября — 12 декабря 1948     | Национальная футбольная лига                        | 10                | Филадельфия Иглз            |                   |
| 30      | 1949    | 22 сентября — 11 декабря 1949     | Национальная футбольная лига                        | 10                | Филадельфия Иглз            |                   |
| 1950-е: |         |                                   |                                                     |                   |                             |                   |
| #       | год     | период                            | название лиги                                       | количество команд | чемпион                     |                   |
| 31      | 1950    | 16 сентября — 10 декабря 1950     | Национальная футбольная лига                        | 13                | Кливленд Браунс             |                   |
| 32      | 1951    | 28 сентября — 16 декабря 1951     | Национальная футбольная лига                        | 12                | Лос-Анджелес Рэмс           |                   |
| 33      | 1952    | 28 сентября — 14 декабря 1952     | Национальная футбольная лига                        | 12                | Детройт Лайонс              |                   |
| 34      | 1953    | 27 сентября — 13 декабря 1953     | Национальная футбольная лига                        | 12                | Детройт Лайонс              |                   |
| 35      | 1954    | 26 сентября — 19 декабря 1954     | Национальная футбольная лига                        | 12                | Кливленд Браунс             |                   |
| 36      | 1955    | 24 сентября — 11 декабря 1955     | Национальная футбольная лига                        | 12                | Кливленд Браунс             |                   |
| 37      | 1956    | 30 сентября — 23 декабря 1956     | Национальная футбольная лига                        | 12                | Нью-Йорк Джайентс           |                   |
| 38      | 1957    | 29 сентября — 22 декабря 1957     | Национальная футбольная лига                        | 12                | Детройт Лайонс              |                   |
| 39      | 1958    | 28 сентября — 14 декабря 1958     | Национальная футбольная лига                        | 12                | Балтимор Колтс              |                   |
| 40      | 1959    | 26 сентября — 13 декабря 1959     | Национальная футбольная лига                        | 12                | Балтимор Колтс              |                   |
| 1960-е: |         |                                   |                                                     |                   |                             |                   |
| #       | год     | период                            | название лиги                                       | количество команд | чемпион                     |                   |
| 41      | 1960    | 23 сентября — 18 декабря 1960     | Национальная футбольная лига                        | 13                | Филадельфия Иглз            |                   |
| 1       | 1960    | 9 сентября 1960 — 1 января 1961   | Американская футбольная лига                        | 8                 | Хьюстон Ойлерз              |                   |
| 42      | 1961    | 17 сентября — 17 декабря 1961     | Национальная футбольная лига                        | 14                | Грин-Бей Пэкерс             |                   |
| 2       | 1961    | 9 сентября — 24 декабря 1961      | Американская футбольная лига                        | 8                 | Хьюстон Ойлерз              |                   |
| 43      | 1962    | 16 сентября — 26 декабря 1962     | Национальная футбольная лига                        | 14                | Грин-Бей Пэкерс             |                   |
| 3       | 1962    | 7 сентября — 23 декабря 1962      | Американская футбольная лига                        | 8                 | Даллас Тексанс              |                   |
| 44      | 1963    | 15 сентября — 29 декабря 1963     | Национальная футбольная лига                        | 14                | Чикаго Беарз                |                   |
| 4       | 1963    | 7 сентября 1963 — 5 января 1964   | Американская футбольная лига                        | 8                 | Сан-Диего Чарджерс          |                   |
| 45      | 1964    | 12 сентября — 13 декабря 1964     | Национальная футбольная лига                        | 14                | Кливленд Браунс             |                   |
| 5       | 1964    | 12 сентября — 26 декабря 1964     | Американская футбольная лига                        | 8                 | Баффало Биллс               |                   |
| 46      | 1965    | 19 сентября — 14 декабря 1965     | Национальная футбольная лига                        | 14                | Грин-Бей Пэкерс             |                   |
| 6       | 1965    | 11 сентября — 26 декабря 1965     | Американская футбольная лига                        | 8                 | Баффало Биллс               | Супербоул         |
| 47      | 1966    | 10 сентября 1966 — 1 января 1967  | Национальная футбольная лига                        | 15                | Грин-Бей Пэкерс             | Супербоул I       |
| 7       | 1966    | 2 сентября 1966 — 1 января 1967   | Американская футбольная лига                        | 9                 | Канзас-Сити Чифс            | Супербоул I       |
| 48      | 1967    | 17 сентября — 31 декабря 1967     | Национальная футбольная лига                        | 16                | Грин-Бей Пэкерс             | Супербоул II      |
| 8       | 1967    | 3 сентября — 31 декабря 1967      | Американская футбольная лига                        | 9                 | Окленд Рэйдерс              | Супербоул II      |
| 49      | 1968    | 14 сентября — 29 декабря 1968     | Национальная футбольная лига                        | 16                | Балтимор Колтс              | Супербоул III     |
| 9       | 1968    | 6 сентября — 29 декабря 1968      | Американская футбольная лига                        | 10                | Нью-Йорк Джетс              | Супербоул III     |
| 50      | 1969    | 21 сентября 1969 — 4 января 1970  | Национальная футбольная лига                        | 16                | Миннесота Вайкингс          | Супербоул IV      |
| 10      | 1969    | 14 сентября — 20 декабря 1969     | Американская футбольная лига                        | 10                | Канзас-Сити Чифс            | Супербоул IV      |
| 1970-е: |         |                                   |                                                     |                   |                             |                   |
| #       | год     | период                            | название лиги                                       | количество команд | чемпион                     | Супербоул         |
| 51      | 1970    | 18 сентября 1970 — 17 января 1971 | Национальная футбольная лига                        | 25                | Балтимор Колтс              | Супербоул V       |
| 52      | 1971    | 19 сентября 1971 — 16 января 1972 | Национальная футбольная лига                        | 25                | Даллас Ковбойз              | Супербоул VI      |
| 53      | 1972    | 17 сентября 1972 — 14 января 1973 | Национальная футбольная лига                        | 26                | Майами Долфинс              | Супербоул VII     |
| 54      | 1973    | 16 сентября 1973 — 13 января 1974 | Национальная футбольная лига                        | 26                | Майами Долфинс              | Супербоул VIII    |
| 55      | 1974    | 15 сентября 1974 — 12 января 1975 | Национальная футбольная лига                        | 26                | Питтсбург Стилерз           | Супербоул IX      |
| 56      | 1975    | 21 сентября 1975 — 18 января 1976 | Национальная футбольная лига                        | 26                | Питтсбург Стилерз           | Супербоул X       |
| 57      | 1976    | 12 сентября 1976 — 9 января 1977  | Национальная футбольная лига                        | 28                | Окленд Рэйдерс              | Супербоул XI      |
| 58      | 1977    | 18 сентября 1977 — 15 января 1978 | Национальная футбольная лига                        | 28                | Даллас Ковбойз              | Супербоул XII     |
| 59      | 1978    | 2 сентября 1978 — 21 января 1979  | Национальная футбольная лига                        | 28                | Питтсбург Стилерз           | Супербоул XIII    |
| 60      | 1979    | 1 сентября 1979 — 20 января 1980  | Национальная футбольная лига                        | 28                | Питтсбург Стилерз           | Супербоул XIV     |
| 1980-е: |         |                                   |                                                     |                   |                             |                   |
| #       | год     | период                            | название лиги                                       | количество команд | чемпион                     | Супербоул         |
| 61      | 1980    | 7 сентября 1980 — 25 января 1981  | Национальная футбольная лига                        | 28                | Окленд Рэйдерс              | Супербоул XV      |
| 62      | 1981    | 6 сентября 1981 — 24 января 1982  | Национальная футбольная лига                        | 28                | Сан-Франциско Форти Найнерс | Супербоул XVI     |
| 63      | 1982    | 12 сентября 1982 — 30 января 1983 | Национальная футбольная лига                        | 28                | Вашингтон Редскинз          | Супербоул XVII    |
| 64      | 1983    | 3 сентября 1983 — 19 января 1984  | Национальная футбольная лига                        | 28                | Лос-Анджелес Рэйдерс        | Супербоул XVIII   |
| 65      | 1984    | 2 сентября 1984 — 20 января 1985  | Национальная футбольная лига                        | 28                | Сан-Франциско Форти Найнерс | Супербоул XIX     |
| 66      | 1985    | 8 сентября 1985 — 26 января 1986  | Национальная футбольная лига                        | 28                | Чикаго Беарз                | Супербоул XX      |
| 67      | 1986    | 7 сентября 1986 — 25 января 1987  | Национальная футбольная лига                        | 28                | Нью-Йорк Джайентс           | Супербоул XXI     |
| 68      | 1987    | 13 сентября 1987 — 31 января 1988 | Национальная футбольная лига                        | 28                | Вашингтон Редскинз          | Супербоул XXII    |
| 69      | 1988    | 4 сентября 1988 — 22 января 1989  | Национальная футбольная лига                        | 28                | Сан-Франциско Форти Найнерс | Супербоул XXIII   |
| 70      | 1989    | 10 сентября 1989 — 28 января 1990 | Национальная футбольная лига                        | 28                | Сан-Франциско Форти Найнерс | Супербоул XXIV    |
| 1990-е: |         |                                   |                                                     |                   |                             |                   |
| #       | год     | период                            | название лиги                                       | количество команд | чемпион                     | Супербоул         |
| 71      | 1990    | 9 сентября 1990 — 27 января 1991  | Национальная футбольная лига                        | 28                | Нью-Йорк Джайентс           | Супербоул XXV     |
| 72      | 1991    | 1 сентября 1991 — 26 января 1992  | Национальная футбольная лига                        | 28                | Вашингтон Редскинз          | Супербоул XXVI    |
| 73      | 1992    | 6 сентября 1992 — 31 января 1993  | Национальная футбольная лига                        | 28                | Даллас Ковбойз              | Супербоул XXVII   |
| 74      | 1993    | 5 сентября 1993 — 30 января 1994  | Национальная футбольная лига                        | 28                | Даллас Ковбойз              | Супербоул XXVIII  |
| 75      | 1994    | 4 сентября 1994 — 29 января 1995  | Национальная футбольная лига                        | 28                | Сан-Франциско Форти Найнерс | Супербоул XXIX    |
| 76      | 1995    | 3 сентября 1995 — 28 января 1996  | Национальная футбольная лига                        | 30                | Даллас Ковбойз              | Супербоул XXX     |
| 77      | 1996    | 1 сентября 1996 — 26 января 1997  | Национальная футбольная лига                        | 30                | Грин-Бей Пэкерс             | Супербоул XXXI    |
| 78      | 1997    | 31 августа 1997 — 25 января 1998  | Национальная футбольная лига                        | 30                | Денвер Бронкос              | Супербоул XXXII   |
| 79      | 1998    | 6 сентября 1998 — 31 января 1999  | Национальная футбольная лига                        | 30                | Денвер Бронкос              | Супербоул XXXIII  |
| 80      | 1999    | 12 сентября 1999 — 30 января 2000 | Национальная футбольная лига                        | 31                | Сент-Луис Рэмс              | Супербоул XXXIV   |
| 2000-е: |         |                                   |                                                     |                   |                             |                   |
| #       | год     | период                            | название лиги                                       | количество команд | чемпион                     | Супербоул         |
| 81      | 2000    | 3 сентября 2000 — 28 января 2001  | Национальная футбольная лига                        | 31                | Балтимор Рэйвенс            | Супербоул XXXV    |
| 82      | 2001    | 9 сентября 2001 — 3 февраля 2002  | Национальная футбольная лига                        | 31                | Нью-Ингленд Пэтриотс        | Супербоул XXXVI   |
| 83      | 2002    | 6 сентября 2002 — 26 января 2003  | Национальная футбольная лига                        | 32                | Тампа-Бэй Бакканирс         | Супербоул XXXVII  |
| 84      | 2003    | 4 сентября 2003 — 1 февраля 2004  | Национальная футбольная лига                        | 32                | Нью-Ингленд Пэтриотс        | Супербоул XXXVIII |
| 85      | 2004    | 9 сентября 2004 — 6 февраля 2005  | Национальная футбольная лига                        | 32                | Нью-Ингленд Пэтриотс        | Супербоул XXXIX   |
| 86      | 2005    | 8 сентября 2005 — 5 февраля 2006  | Национальная футбольная лига                        | 32                | Питтсбург Стилерз           | Супербоул XL      |
| 87      | 2006    | 7 сентября 2006 — 4 февраля 2007  | Национальная футбольная лига                        | 32                | Индианаполис Колтс          | Супербоул XLI     |
| 88      | 2007    | 6 сентября 2007 — 3 февраля 2008  | Национальная футбольная лига                        | 32                | Нью-Йорк Джайентс           | Супербоул XLII    |
| 89      | 2008    | 4 сентября 2008 — 1 февраля 2009  | Национальная футбольная лига                        | 32                | Питтсбург Стилерз           | Супербоул XLIII   |
| 90      | 2009    | 10 сентября 2009 — 7 февраля 2010 | Национальная футбольная лига                        | 32                | Нью-Орлеан Сэйнтс           | Супербоул XLIV    |
| 2010-е: |         |                                   |                                                     |                   |                             |                   |
| #       | год     | период                            | название лиги                                       | количество команд | чемпион                     | Супербоул         |
| 91      | 2010    | 9 сентября 2010 — 6 февраля 2011  | Национальная футбольная лига                        | 32                | Грин-Бей Пэкерс             | Супербоул XLV     |
| 92      | 2011    | 8 сентября 2011 — 5 февраля 2012  | Национальная футбольная лига                        | 32                | Нью-Йорк Джайентс           | Супербоул XLVI    |
| 93      | 2012    | 5 сентября 2012 — 3 февраля 2013  | Национальная футбольная лига                        | 32                | Балтимор Рэйвенс            | Супербоул XLVII   |
| 94      | 2013    | 5 сентября 2013 — 2 февраля 2014  | Национальная футбольная лига                        | 32                | Сиэтл Сихокс                | Супербоул XLVIII  |
| 95      | 2014    | 4 сентября 2014 — 1 февраля 2015  | Национальная футбольная лига                        | 32                | Нью-Ингленд Пэтриотс        | Супербоул XLIX    |
| 96      | 2015    | 10 сентября 2015 — 7 февраля 2016 | Национальная футбольная лига                        | 32                | Денвер Бронкос              | Супербоул 50      |
| 97      | 2016    | 8 сентября 2016 — 5 февраля 2017  | Национальная футбольная лига                        | 32                | Нью-Ингленд Пэтриотс        | Супербоул LI      |
| 98      | 2017    | 7 сентября 2017 — 4 февраля 2018  | Национальная футбольная лига                        | 32                | Филадельфия Иглз            | Супербоул LII     |
| 99      | 2018    | 6 сентября 2018 — 3 февраля 2019  | Национальная футбольная лига                        | 32                | Нью-Ингленд Пэтриотс        | Супербоул LIII    |
| 100     | 2019    | 5 сентября 2019 — 3 февраля 2020  | Национальная футбольная лига                        | 32                | Канзас-Сити Чифс            | Супербоул LIV     |
| 2020-е: |         |                                   |                                                     |                   |                             |                   |
| #       | год     | период                            | название лиги                                       | количество команд | чемпион                     | Супербоул         |
| 101     | 2020    | 10 сентября 2020 — 7 февраля 2021 | Национальная футбольная лига                        | 32                | Тампа-Бэй Бакканирс         | Супербоул LV      |
| 102     | 2021    | 9 сентября 2021 — 13 февраля 2022 | Национальная футбольная лига                        | 32                | Лос-Анджелес Рэмс           | Супербоул LVI     |